# Emmanuel Vermignon
Emmanuel Alexis Vermignon (Saint-Pierre, 20 gennaio 1989) è un calciatore francese, portiere del Club Colonial e della Nazionale martinicana.

## Carriera

### Club
Comincia a giocare nel Good Luck. Nel 2008 viene acquistato dal Club Franciscain. Nel 2011 si trasferisce al Club Colonial.

### Nazionale
Debutta in Nazionale il 26 agosto 2010, nell'amichevole Santa Lucia-Martinica (1-3).

## Palmarès

### Club

#### Competizioni nazionali
- Championnat de Division d'Honneur: 1

Club Franciscain: 2008-2009
- Coupe de la Martinique: 1

Club Colonial: 2014